# Stanovo, Muncaci
Stanovo (în ucraineană Станово) este localitatea de reședință a comunei Stanovo din raionul Muncaci, regiunea Transcarpatia, Ucraina.

## Demografie
Componența lingvistică a localității Stanovo
     Ucraineană (99,49%)
     Alte limbi (0,4%)
Conform recensământului din 2001, majoritatea populației localității Stanovo era vorbitoare de ucraineană (99,49%), existând în minoritate și vorbitori de alte limbi.